# Latvijas kauss 2010-2011
La Coppa di Lettonia 2010-2011 (in lettone Latvijas kauss) è stata la 69ª edizione del torneo a eliminazione diretta. Il Ventspils ha vinto il trofeo per la quinta volta.

## Formula
Fu confermata la formula della precedente stagione, con tutti i turni ad eliminazione diretta e tutti giocati in gara unica.

## Primo turno
Le gare si sono giocate tra l'11 e il 26 luglio 2010.
| Squadra 1          | Risultato               | Squadra 2          |
| ------------------ | ----------------------- | ------------------ |
| Pļaviņas/DM        | 4 – 2                   | Staiceles Bebri    |
| Smiltene           | 2 – 1                   | Augšdaugavas NSS   |
| Stāmeriena         | 7 – 1                   | Priekuļi           |
| Preiļu novada BJSS | 7 – 1                   | Ērgļi              |
| Upesciems          | 0 – 0 (4-5 dts 1-4 dcr) | Balvu vilki Mārupe |
| Varavīksne         | 4 – 1                   | Tukuma Brāļi       |
| Ozolnieki          | 1 – 3                   | Salaspils          |
| Bauska             | 5 – 2                   | Imanta             |
| Alūksne            | 7 – 1                   | Alberts FK         |
| Valka              | 1 – 0                   | Jēkabpils/JSC      |
| Olaine             | 1 – 0                   | Viesulis           |

## Secondo turno
Le partite si sono giocate tra il 15 e il 22 agosto 2010.
| Squadra 1          | Risultato | Squadra 2          |
| ------------------ | --------- | ------------------ |
| Ogres SC/FK-33     | 5 – 1     | Pļaviņas/DM        |
| Stāmeriena         | 3 – 0     | Olaine             |
| Salaspils          | 4 – 1     | Preiļu novada BJSS |
| Balvu vilki Mārupe | 0 – 1     | Varavīksne         |
| Alūksne            | 4 – 5     | Smiltene           |
| Bauska             | 0 – 4     | Valka              |

## Terzo turno
Entrarono in scena le nove formazioni di 1. Līga 2010 che non erano squadre riserva. Al fine di ridurre il numero di squadre vi fu un sorteggio tra le sei promosse dal turno precedente e le nove della 1. Līga, per dar luogo ad un ulteriore preliminare

### Preliminare
Le partite si sono giocate tra il 29 agosto e il 9 settembre 2010.
| Squadra 1      | Risultato | Squadra 2        |
| -------------- | --------- | ---------------- |
| Ogres SC/FK-33 | 0 – 3     | Spartaks Jūrmala |
| Metta/LU       | 4 – 0     | Varavīksne       |
| Stāmeriena     | 7 – 2     | Smiltene         |

### Turno effettivo
Le partite si sono giocate il 18 e il 19 settembre 2010.
| Squadra 1        | Risultato | Squadra 2    |
| ---------------- | --------- | ------------ |
| Gulbene 2005     | 5 – 1     | Jūrmala      |
| Auda Ķekava      | 0 – 3     | Daugava Riga |
| Valmiera         | 6 – 1     | Kuldīga      |
| Metta/LU         | 7 – 3     | Tukums 2000  |
| Valka            | 2 – 3     | Salaspils    |
| Spartaks Jūrmala | 4 – 1     | Stāmeriena   |

## Ottavi di finale
Le partite si sono giocate tra il 26 settembre e il 10 ottobre 2010. Entrarono in scena le dieci squadre iscritte alla Virslīga 2010.
| Squadra 1        | Risultato             | Squadra 2         |
| ---------------- | --------------------- | ----------------- |
| Olimps/RFS       | 0 – 0 (dts) (6-7 dtr) | Jūrmala-VV        |
| Daugava Riga     | 3 – 1                 | Tranzit           |
| Gulbene 2005     | 2 – 3                 | Skonto            |
| Blāzma           | 0 – 1                 | Metalurgs Liepāja |
| Salaspils        | 0 – 10                | Daugava           |
| Valmiera         | 0 – 0 (dts) (7-6 dtr) | Jaunība Rīga      |
| Spartaks Jūrmala | 1 – 2                 | Ventspils         |
| Metta/LU         | 1 – 2                 | Jelgava           |

## Quarti di finale
Le partite si sono giocate tra il 19 e il 26 marzo 2011.
| Squadra 1    | Risultato             | Squadra 2         |
| ------------ | --------------------- | ----------------- |
| Jūrmala-VV   | 3 – 1                 | Valmiera          |
| Daugava Riga | 1 – 2                 | Ventspils         |
| Skonto       | 0 – 0 (dts) (0-3 dtr) | Daugava           |
| Jelgava      | 0 – 1                 | Metalurgs Liepāja |

## Semifinali
Le partite si sono giocate il 30 marzo 2011.
| Squadra 1         | Risultato   | Squadra 2  |
| ----------------- | ----------- | ---------- |
| Daugava           | 0 – 2       | Ventspils  |
| Metalurgs Liepāja | 2 – 1 (dts) | Jūrmala-VV |

## Finale
| Rīga 15 maggio 2011                                                                     | Ventspils | 3 – 1 referto       | Metalurgs Liepāja | Skonto Stadium |
| \| \| \| \| \| Laizāns 31’ Abdultaufiks 44’, 71’ \| Marcatori \| 78’ (rig.) Jemeļins \| |           |                     |                   |                |
|                                                                                         |           |                     |                   |                |
| Laizāns 31’ Abdultaufiks 44’, 71’                                                       | Marcatori | 78’ (rig.) Jemeļins |                   |                |